# 辛卯科场案
辛卯科场案是康熙五十年（1711年）江南乡试的一場舞弊案，历时两年多、案情牵涉多位封疆大吏。

## 案发
康熙五十年農曆九月初九日，江南乡试发榜，考中举人的人當中除了苏州13人外，其余多为扬州盐商子弟。其中句容县知县王曰俞所推荐的歙县考生、盐商子弟吴泌、山阳县知县方名所推荐的山阳县考生（祖籍歙县）、盐商程光奎（1678—1725年）的文章寫的很差，引起眾人質疑。九月二十四日，苏州生员数百人在玄妙观聚集，以廪生丁尔戳为首，将五路财神像抬入府学，指控苏州录取的举人中有5人属于不公：吴县席玕、吴县徐宗轼、吴县邵一珩、长洲县马士龙、昆山县金圣基。他們还在贡院的大门上贴出一副对联“左丘明两眼无珠，赵子龙一身是胆”，讽刺主考官副都御史左必蕃無能不识文字，副考官翰林院编修赵晋大膽贿卖关节。又用纸糊贡院的匾，将“贡院”二字改为“卖完”。扬州秀才也扰攘成群，将主考官左必蕃在扬州的生祠堂拆毁。噶礼将丁尔戳等关押拘捕。十月，江苏巡抚张伯行将此事奏报朝廷。

## 一审
这次科场案牵连甚广，不仅涉及多位考官，而且苏皖两省的多位督抚大员均卷入其中。康熙五十年十一月，康熙帝下令户部尚书张鹏翮会同兩江總督噶礼、江苏巡抚张伯行及安徽巡抚梁世勋到扬州会审，彻底详察，严加审明。十一月二十七日，张鹏翮抵达扬州，开始审案。左必番、赵晋解任发往质审。举人吴泌等解送京城复试，如果文义不通，即将情弊严审拟罪。在会审过程中，江苏巡抚张伯行与兩江總督噶礼发生争执，张伯行彈劾噶礼以白銀五十萬兩，徇私販賣舉人名額；噶礼也指控张伯行犯有七大罪状，包括私刻书籍、谤诽朝政。此为噶禮與張伯行互參案。
苏州织造衙门的李煦、江宁织造衙门的曹寅也多次向康熙密奏。康熙五十一年二月二十六日，曹寅奉命赶到扬州，留心打听张鹏翮与赫寿所审吴泌、程光奎一案的消息，以及审讯时众人的表现，在历次密奏中详加描述。

## 二审
噶禮与张伯行二位督抚大员互参争执不下，於是康熙帝将二人解任，下令张鹏翮会同漕运总督赫寿重新审理此案。

## 三审
結果康熙帝認為张鹏翮有意偏袒噶礼，又改派户部尚书穆和伦与工部尚书张廷枢再审。穆和伦与张廷枢劝说噶礼、张伯行彼此退让，息事宁人，遭到张伯行拒绝。于是穆和伦与张廷枢仍按张鹏翮原审上报。

## 四审
康熙帝不滿二人的上報，又下令九卿、詹事、六科给事中与都察院十三道监察御史再審。
至康熙五十二年（1713）基本查清案情：安徽歙县的徽州盐商吴荣赞之子、贡生吴泌在考前与考官通关节，通过门生员炳请托前任安徽巡抚叶九思关照。叶九思将预定的字眼“其实有”三字交由同考官、泾县知县陈天立，转交给副主考赵晋。陈天立凭关节查到吴泌试卷，并串通负责批阅吴泌试卷的同考官、句容县知县王曰俞，将其作为荐卷，由赵晋录取吴泌。山阳县考生程光奎（1678—1725）是两淮徽州歙县盐商，串通副主考赵晋、同考官山阳知县方名，由方名根据关节将程光奎试卷推荐给副主考赵晋，由他录取。吴泌在考试结束后，送给叶九思五千两白银，并请叶九思转送给赵晋黄金三百两。程光奎代同考官方名偿还800两银债务，也送给赵晋黄金300两。赵晋只承认受贿300两黄金，李奇交代承认300两金子是赵晋让他交给泾县知县陈天立，请他转交给总督噶礼。
康熙五十二年正月，清廷宣布最后的判决结果，噶礼革职，张伯行革职留任：除前任安徽巡抚叶九思病故、泾县知县陈天立自缢外，其余分别按律定罪，副主考官赵晋和同考官王曰俞、方名三人，被指与考生串通舞弊，判处斩立决；程光奎、吴泌、席玕三名考生，以及余继祖、员炳、李奇三位参与贿卖作弊的中间人，判处绞监候，秋后处决；主考官左必蕃因失察被革职。